# Victor Uytterschaut
Victor Uytterschaut (Brussel, 17 november 1847 - Boulogne-sur-Mer, 4 oktober 1917) was een Belgisch kunstschilder.

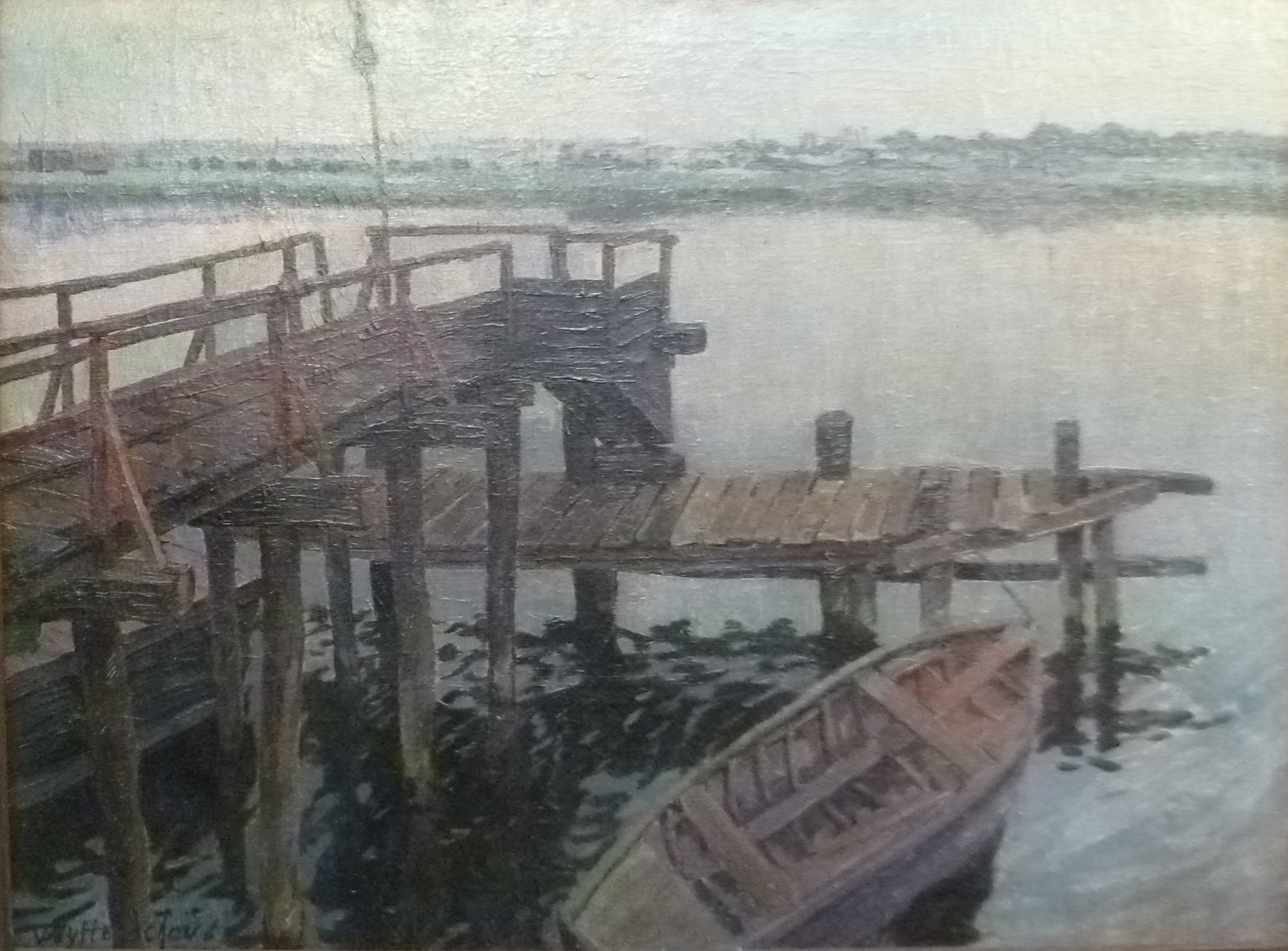
Rivierzicht met aanlegsteiger

## Levensloop
Zijn eerste opleiding was die als edelsmid in een Brussels bedrijf. Van 1859 tot 1862 volgde hij daarom ook tekenlessen (specialisatie technisch en industrieel tekenen) aan de Academie in Brussel. Van 1864 tot 1867 volgde hij er ook de leergangen voor landschapsschilderen bij Paul Lauters.
Uytterschaut had een uitgesproken voorkeur voor het werken met aquarel én in openlucht. Hij is vooral bekend voor zijn landschapschilderijen, marines en stadsgezichten, maar ook voor een aantal portretten.
Hij debuteerde in 1866 met een aantal houtskooltekeningen. Zijn vroegste aquarellen ontstonden ca. 1867 in en rond Spa. Hij ging vanaf 1870 vaak in Anseremme bij Dinant werken waar een soort schilderskolonie groeide. Hij werkte ook in de Kempen (Genk) en in het Antwerpse; vanaf 1880 ook frequent aan de Belgische kust (De Panne, Nieuwpoort). In 1878 reisde hij in Nederland en Engeland. Hij werkte ook occasioneel langs de Azurenkust.
Hij was medestichter van de Brusselse kunstenaarsgroep "La Chrysalide" en nam aan al de tentoonstellingen van die verenigingen deel. Hij was ook lid van de "Société Royale Belge des Aquarellistes".

## Tentoonstellingen
- 1867 : Deelname Driejaarlijks Salon Antwerpen
- 1869 : Deelname Driejaarlijks Salon Gent
- 1876, 1877, 1878, 1881 : groepstentoonstellingen van La Chrysalide
- 1902 en 1906: "Salon des Marinistes" in het Kursaal van Oostende.
- 1920 : retrospectieve in de Cercle Artistique et Littéraire (Brussel).

## Musea
- Oostende, Mu.ZEE ("Bloeiende appelbomen")
- Anderlecht
- Antwerpen
- Brugge (met "Bloeiende boomgaard")
- Brussel (met "Gestrande sloepen")
- Elsene
- Mons